# Coryphaenoides asprellus
Coryphaenoides asprellus är en fiskart som först beskrevs av Smith och Lewis Radcliffe 1912.  Coryphaenoides asprellus ingår i släktet Coryphaenoides och familjen skolästfiskar. Inga underarter finns listade i Catalogue of Life.